# Джерман
Дже́рман (болг. Джерман) — село в Кюстендильській області Болгарії. Входить до складу общини Дупниця.

## Населення
За даними перепису населення 2011 року у селі проживали 1288 осіб.
Національний склад населення села:
| Національність   | Кількість осіб | Відсоток |
| ---------------- | -------------- | -------- |
| болгари          | 1219           | 95,9%    |
| цигани           | 47             | 3,7%     |
| Всього відповіли | 1271           |          |

Розподіл населення за віком у 2011 році:
Динаміка населення: